# XXIV Corpo d'armata (Regio Esercito)
il XXIV Corpo d'armata è stato una grande unità militare del Regio Esercito durante la prima e seconda guerra mondiale.

## Storia

### Origini
Il XXIV Corpo d'armata venne costituito durante la prima guerra mondiale a Cittadella il 23 maggio 1916 e venne sciolto il 22 novembre 1917.

### Seconda guerra mondiale
Il XXIV Corpo d'Armata viene ricostituito nel corso della seconda guerra mondiale a Udine il 1º maggio 1943, al comando del Generale di corpo d'armata Licurgo Zannini, per trasformazione del Corpo d'armata alpino reduce dalla campagna di Russia.
Alla data del 1º giugno la grande unità inquadrava nel proprio organico la Divisione alpina "Julia" la Divisione fanteria "Torino", la III Brigata alpina di marcia e le truppe del XI Settore Guardia alla frontiera.
A partire dal 1º giugno la grande unità venne dislocata nella zona di Udine, dove ne organizzò la difesa del territorio effettuando, specie nell'alta Val Natisone e dello Judrio, una intensa attività antiguerriglia contro le infiltrazioni di partigiani di origine slava.
Il XXIV Corpo d'armata venne sciolto l'11 settembre 1943 in conseguenza degli eventi determinati dall'armistizio di Cassibile.